# Træden
Træden is een plaats in de Deense regio Midden-Jutland, gemeente Horsens, en telt 210 inwoners (2008).